# Воздушный кодекс Российской Федерации
Воздушный кодекс Российской Федерации — кодифицированный нормативно-правовой акт, являющийся основным источником, регулирующим отношения в сфере использования воздушного пространства Российской Федерации и деятельности в области авиации.
Воздушный кодекс Российской Федерации принят Государственной думой 19 февраля 1997 года, одобрен Советом Федерации 5 марта 1997 года и подписан Президентом Российской Федерации 19 марта 1997, вступил в силу 1 апреля 1997 года (ст. 136 Воздушного Кодекса РФ).
Воздушное законодательство Российской Федерации включает в себя (ст. 2):
- Законы: Воздушный Кодекс РФ, Закон о государственной границе РФ;
- Указы Президента РФ, определяющие структуру органов исполнительной власти в области использования и контроля использования воздушного пространства, а также некоторые Акты Президента РФ;
- Нормативные акты Правительства РФ, регулирующие правила использования воздушного пространства РФ, устанавливающие единую систему организации воздушного движения[2].

Воздушный кодекс РФ установил единственный федеральный орган исполнительной власти (ст.12), хотя ранее данные полномочия разделяли Министерство обороны и Министерство транспорта.
Определён порядок расследования авиационных происшествий комиссией в обязательном порядке для установления причин и принятия мер по их предотвращению в будущем, при этом назначение расследования не зависит от категории судна (гражданское, государственное, экспериментальное) и его государственной принадлежности. В задачи комиссии не входит установление виновника и определение ответственности (ст. 95).
Положения Воздушного Кодекса применяются к правоотношениям, появившимся после введения его в действие (ст. 137), то есть после 1 апреля 1997 года (ч. 1 ст. 136).

## Структура Воздушного кодекса
Воздушный кодекс Российской Федерации состоит из 137 статей в 18 главах:
1. Общие положения
2. Государственное регулирование использования воздушного пространства
3. Государственное регулирование деятельности в области авиации
4. Государственный контроль за деятельностью в области гражданской авиации
5. Воздушные суда
6. Аэродромы, аэропорты и объекты единой системы организации воздушного движения
7. Авиационный персонал
8. Экипаж воздушного судна
9. Авиационные предприятия
10. Полеты воздушных судов
11. Международные полеты воздушных судов
12. Авиационная безопасность
13. Поиск и спасание
14. Расследования авиационного происшествия или инцидента
15. Воздушные перевозки
16. Авиационные работы
17. Ответственность перевозчика, эксплуатанта и грузоотправителя
18. Заключительные положения